# ДНК нанотехнология
ДНК нанотехнологията е съвкупност от методи за проектиране и производство на изкуствени структури от нуклеинови киселини, предназначени за използване като небиологичен материал в нанотехнологията, а не като носител на генетична информация в живите клетки.
Изследователите в областта на ДНК нанотехнологията създават статични структури, като двуизмерни и триизмерни кристални решетки, нанотръби, многостени и произволни форми, както и устройства като молекулярни машини и ДНК компютри. ДНК нанотехнологията започва да се използва за решаване на въпроси на фундаменталната наука в области като структурната биология и биофизиката, включително чрез методи изследване на структурата на протеините като кристалография и спектроскопия. Проучват се и възможни приложения в молекулярната електроника и наномедицината.